# Casa Josepa Nadal
La casa Josepa Nadal és un edifici situat a la Rambla i als carrers de la Portaferrissa i d'en Roca de Barcelona, catalogat com a bé cultural d'interès local.

## Història
Al llarg de la dècada del 1770, el forner Martí Masdeu va adquirir diverses propietats entre la Rambla i els carrers de la Portaferrissa i d'en Roca, incloent-hi una part de la muralla medieval, i entre el 1780 i el 1791 hi va fer diverses reformes. El 1824, els seus marmessors vengueren la propietat a Josepa Garcia, vídua de Nadal, que el 1832 va demanar el trasllat de la barraca de la fira municipal per les molèsties que li ocasionava.

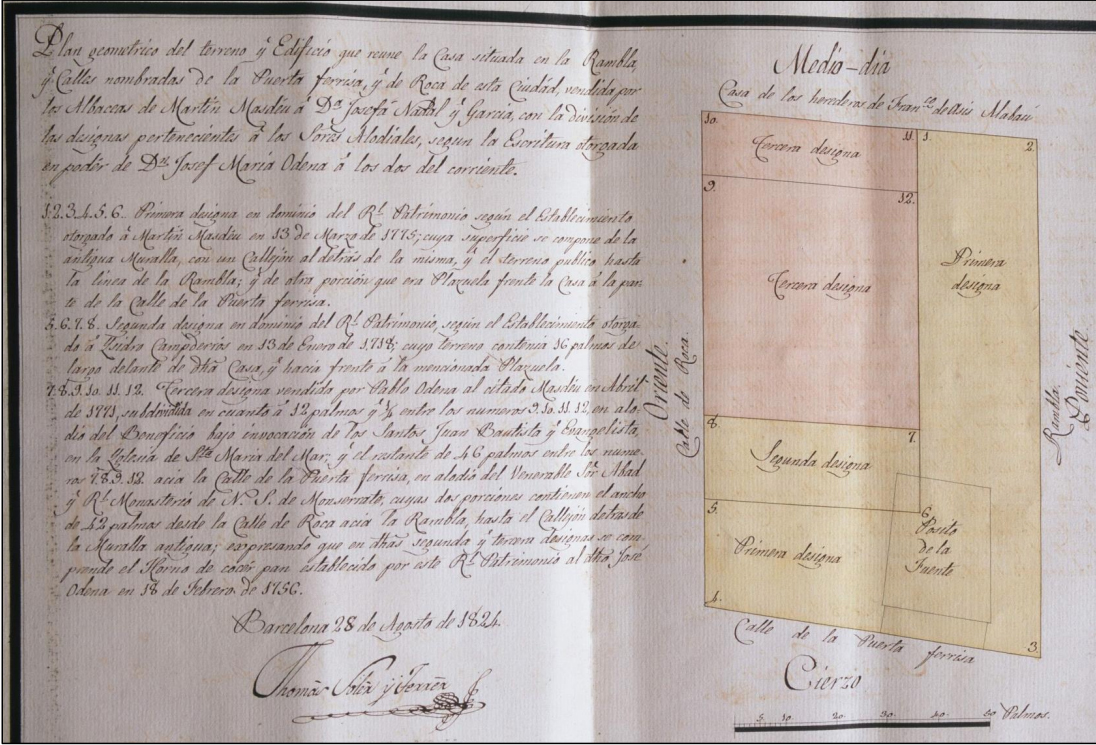
Plànol de les designes de la finca venuda pels marmessors de Martí Masdeu a Josepa Garcia de Nadal

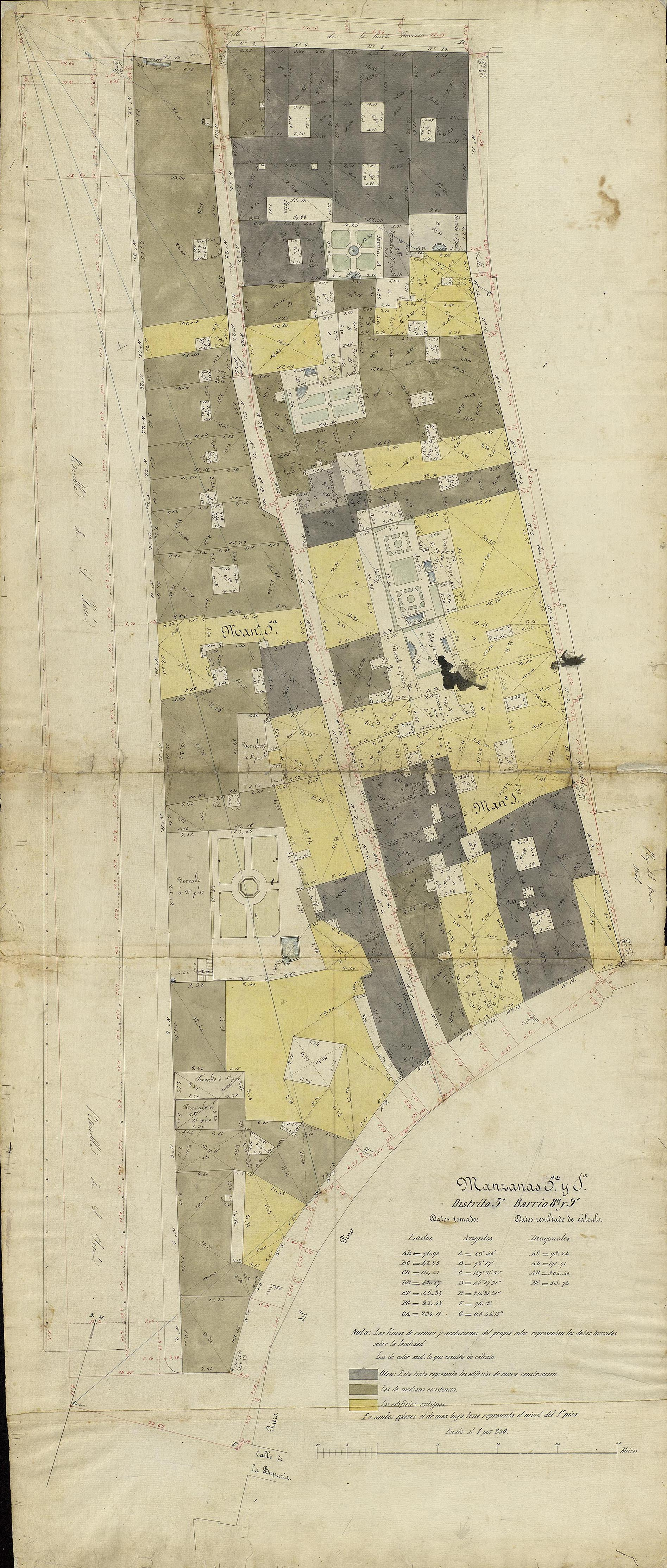
Quarteró núm. 63 de Garriga i Roca (c. 1860)

El 1897, la seva filla Josepa Nadal i Garcia (casada amb Baldiri Carreras i Xuriach), va encarregar-ne la reforma al mestre d'obres Pere Bassegoda i Mateu, que dissenyà l'actual porta d'accés a la Rambla, el vestíbul i el mirador del terrat que corona la façana, a més de diverses reformes interiors. També es van substituir els antics esgrafiats del segle xviii per uns altres de nous, atribuïts a Francesc Soler i Rovirosa, i es van renovar les baranes de ferro.

## Descripció
Compta amb planta baixa, entresol, tres pisos, golfes i terrat. De la planta baixa cal destacar l'alt portal d'arc de mig punt que ocupa també l'entresol. Les obertures dels pisos s'obren a balcons jerarquitzats, amb llosana de pedra i barana de ferro especialment decorada amb motius vegetals. El balcó central del primer pis es recolza sobre unes mènsules allargades i decorades amb palmetes. Al capdamunt de la cornisa s'aixeca el terrat que conté també unes golfes, que s'aixequen com a element central de la façana i actua com una espècie de frontó. Tot el mur està decorat amb esgrafiats molt ornamentats, amb sanefes, garlandes i angelets envoltats de motius vegetals.